# Crotalaria hirsuta
Crotalaria hirsuta är en ärtväxtart som beskrevs av Carl Ludwig von Willdenow. Crotalaria hirsuta ingår i släktet sunnhampor, och familjen ärtväxter. Inga underarter finns listade i Catalogue of Life.